# Batteria Monte Santa Croce
La Batteria Santa Croce si trova sulla vetta del Monte Santa Croce a di 540 m s.l.m..; costruita nel 1928 la batteria è tra le più recenti postazioni del sistema fortificato del Golfo della Spezia.
Sfruttando la conformazione del territorio la struttura era stata progettata per ottenere la massima mimetizzazione della sua dotazione di cinque cannoni, costruiti dall'Ansaldo nel 1918. 
Per salvaguardarne la sua segreta esistenza non vennero costruite né strade né sentieri per raggiungerla.  
I magazzini, i depositi di munizioni, le guardiole, gli alloggi per i militari erano nascosti nella vegetazione mentre un faro antiaereo era collocato su un traliccio metallico.
Solo nel 1940 la struttura venne collegata con una teleferica per trasportare gli approvvigionamenti necessari alla guarnigione.
La batteria di Santa Croce fu in uso per tutta la durata della seconda guerra mondiale. 
Alla fine del conflitto, a motivo della sua voluta inaccessibilità, non fu possibile trasferire i cannoni che furono smontati, ma lasciati in loco.
La struttura è oggi raggiungibile a piedi percorrendo il sentiero 525 che collega la località di Fabiano alla Sella Gesuela.
Sovrastando il porto della Spezia sul lato di Ponente e le Cinque Terre, dalla sua piazzola più elevata si ha una visuale impagabile di tutta la città, dei suoi dintorni e delle Alpi Apuane. Nelle giornate limpide non è raro vedere gli Appennini fino al Cerreto e la costa di Livorno.

## Casa Pilloa
Più in basso a sud sono i ruderi di Casa Pilloa, antico ospitale per i pellegrini della via Francigena, le cui prime attestazioni risalgono al 1247 quando il terreno su cui l’edificio sorge venne ceduto ai monaci dell'Abbazia di San Venerio del Tino.     
Casa Pilloa era un edificio a due piani di non piccole dimensioni: al piano superiore erano le camere per dare alloggio ai viandanti mentre al piano terra erano i locali per l’accoglienza e le cure ospedaliere. 
Delle sue volte a crociera sono rimasti solo gli archi. C’era anche una piccola cappella i cui dipinti e paramenti sacri vennero più tardi trasferiti nel Santuario della Madonna dell’Olmo.
Dopo i monaci per un certo periodo l’edificio fu proprietà dei Doria che lo usarono come residenza, ma già nel XVII secolo venne abbandonato.